# 地下鉄Em形電車
Em形（ロシア語: Ем）は、ムィティシ機械製造工場（現：メトロワゴンマッシュ）およびI.E.エゴロフ工場で製造された地下鉄用電車。ホームドアが採用されたレニングラード地下鉄（現：サンクトペテルブルク地下鉄）向けに開発された車両である。
この項目では、I.E.エゴロフ工場で製造が実施された増備車のEm501形（Em501形、Ema502形、Emkh503形）およびモスクワ地下鉄に導入されたEm508形（Em507形、Em508形）についても解説する。

## Em、Ema、Emkh形（Ем、Ема、Емх）
1961年に開通したレニングラード地下鉄2号線は、フルシチョフ政権下の元でこれまでの豪華絢爛な外見からコスト削減を目的とした質素な構造を用いて設計が行われた結果、費用削減のため線路側のトンネルの断面を小さくした事による安全対策や水分を多量に含んだサンクトペテルブルクの土壌からの浸水防止などの理由から、ホームドアが世界で初めて採用された鉄道路線となった。だが、当時サンクトペテルブルク地下鉄に導入が進んでいたE形電車は乗降扉の位置がホームドアの位置と異なっていたため、2号線を始めとする路線へ投入する事は出来なかった。またホームドアに適した乗降扉の位置を有していた旧型車両のD形も、特定の位置へ列車を正確に停車させたりホームドアと乗降扉の開閉を同調させたりするための自動列車運転装置を搭載していなかった。そこで、E形電車を基にホームドアを有する路線に適した車両としてムィティシ機械製造工場で開発・製造されたのがEm形である。
ホームドアと乗降扉の位置を合わせた事で車体長がE形（19,166 mm）から僅かに伸びた19,210 mmとなり、座席数も42個に増加した。主要機器は基本的にE形のものを踏襲していたが、制御器や充電池の変更が行われた他、自動列車運転装置（PMSAUP）（ПМСАУП）の搭載に伴う電気回路の変更が実施されたためE形との混結運転は不可能であった。編成は機器が異なる以下の3種類の形式によって構成されていた。
- Ema形（Ема）- 先頭車。PMSAUP用の装置および施設側からの信号を受信する装置を搭載。工場側からは81-705形という形式名も与えられた。
- Emkh形（Емх）- 先頭車。PMSAUPのON/OFFを切り替えるスイッチを搭載。工場側からは81-706形という形式名も与えられた。
- Em形（Ем）- 中間車。ただし車庫で使用するための運転台が設置されていたため定員数はEma形・Emh形と同様であった。工場側からは81-704形という形式名も与えられた。

1966年12月に試作車が落成し、試験の後翌1967年から1970年まで量産車の製造が実施された。当初はムィティシ機械製造工場で作られていたが、1968年からはサンクトペテルブルクのI.E.エゴロフ工場での製造に移行した。ホームドアが存在する2号線や3号線に加え1号線にも導入され、2019年現在は1号線でのみ運行されている。
なお一部車両は後年に建築限界測定車や運転シミュレータ車両などの事業用車に改造された他、Em形3748は1993年にサイリスタチョッパ制御の試験車両に改造され、形式名も81-561形（車両番号11342）に変更されている。

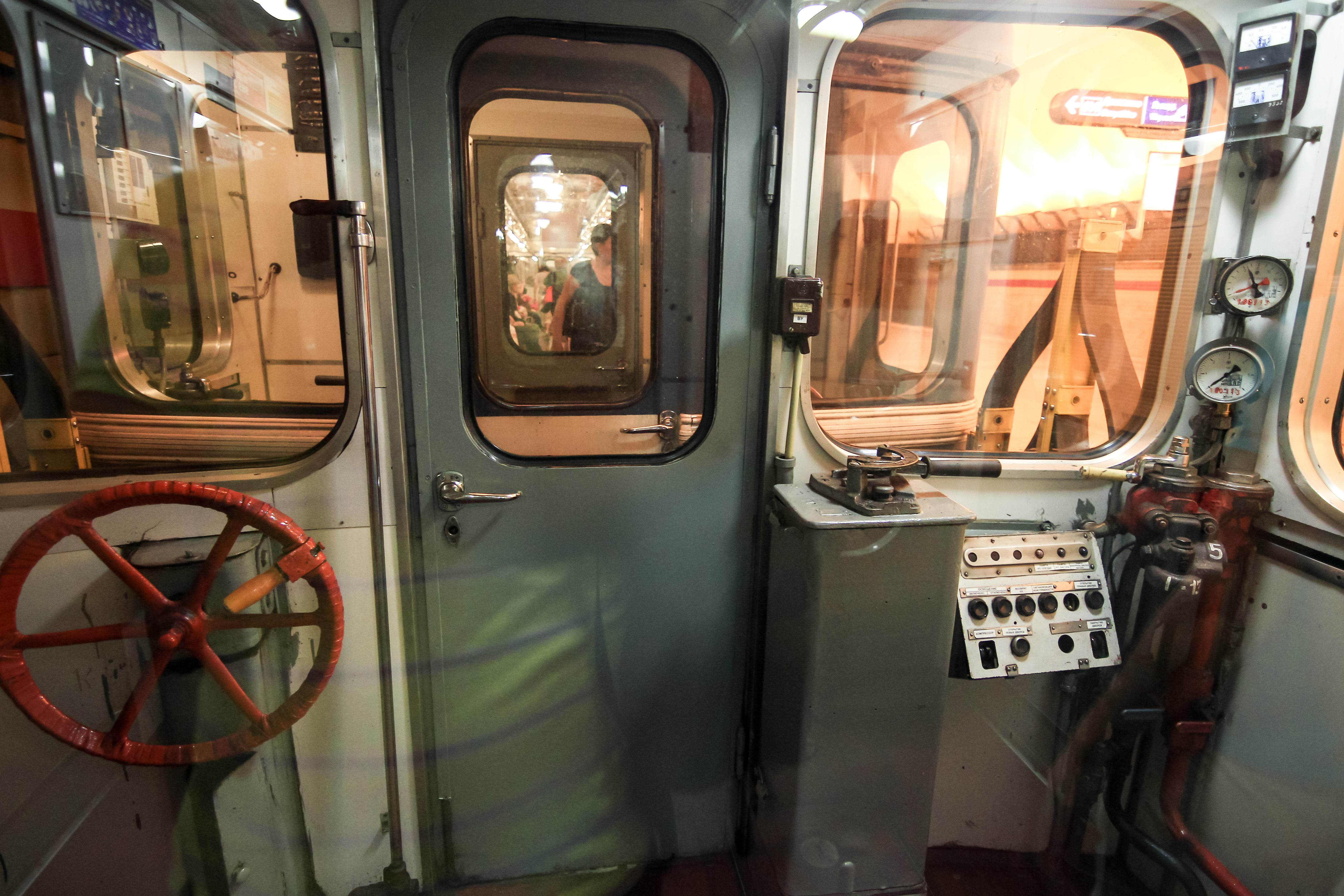
運転台 自動列車運転システムに対応した装置が備わっている
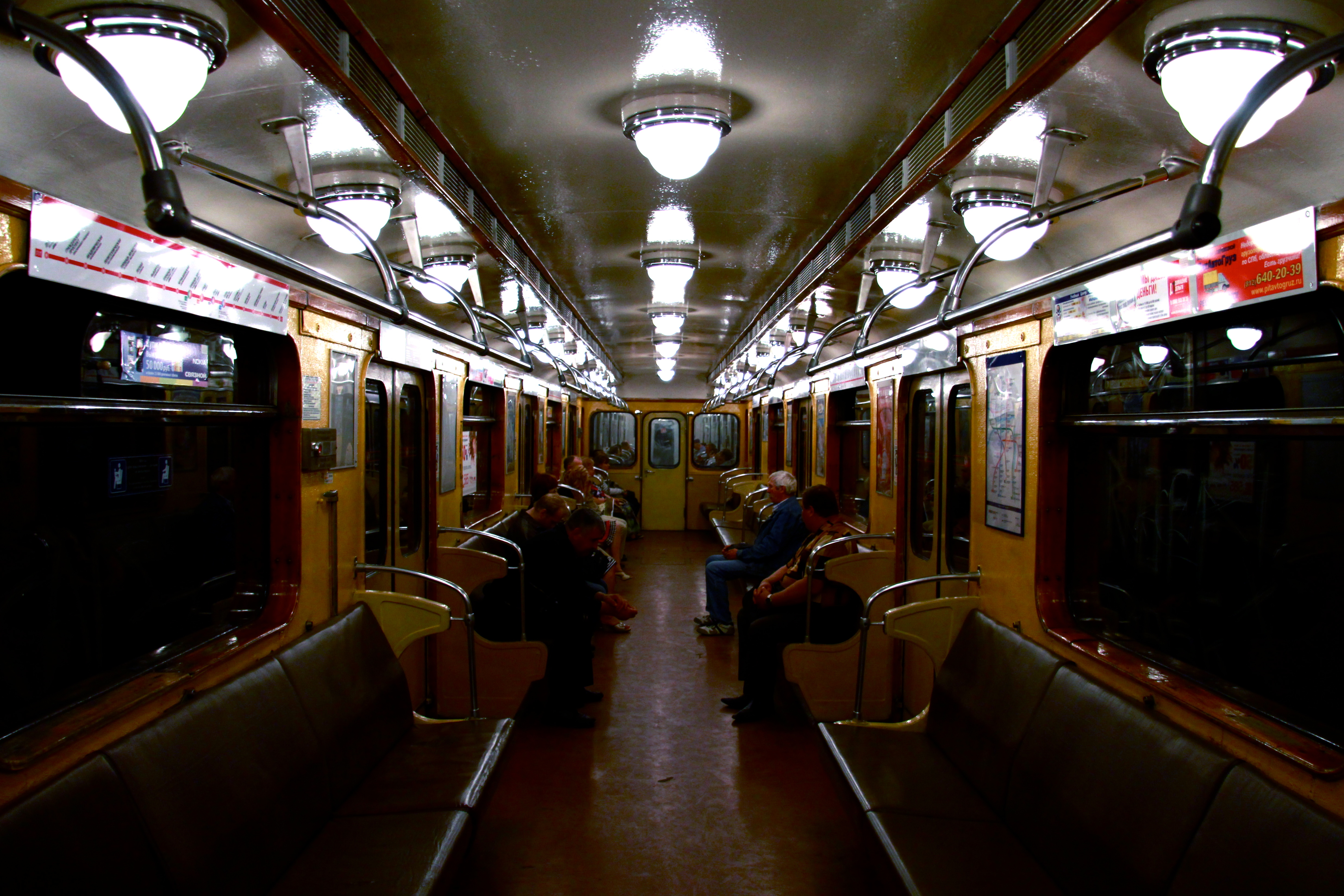
車内の様子
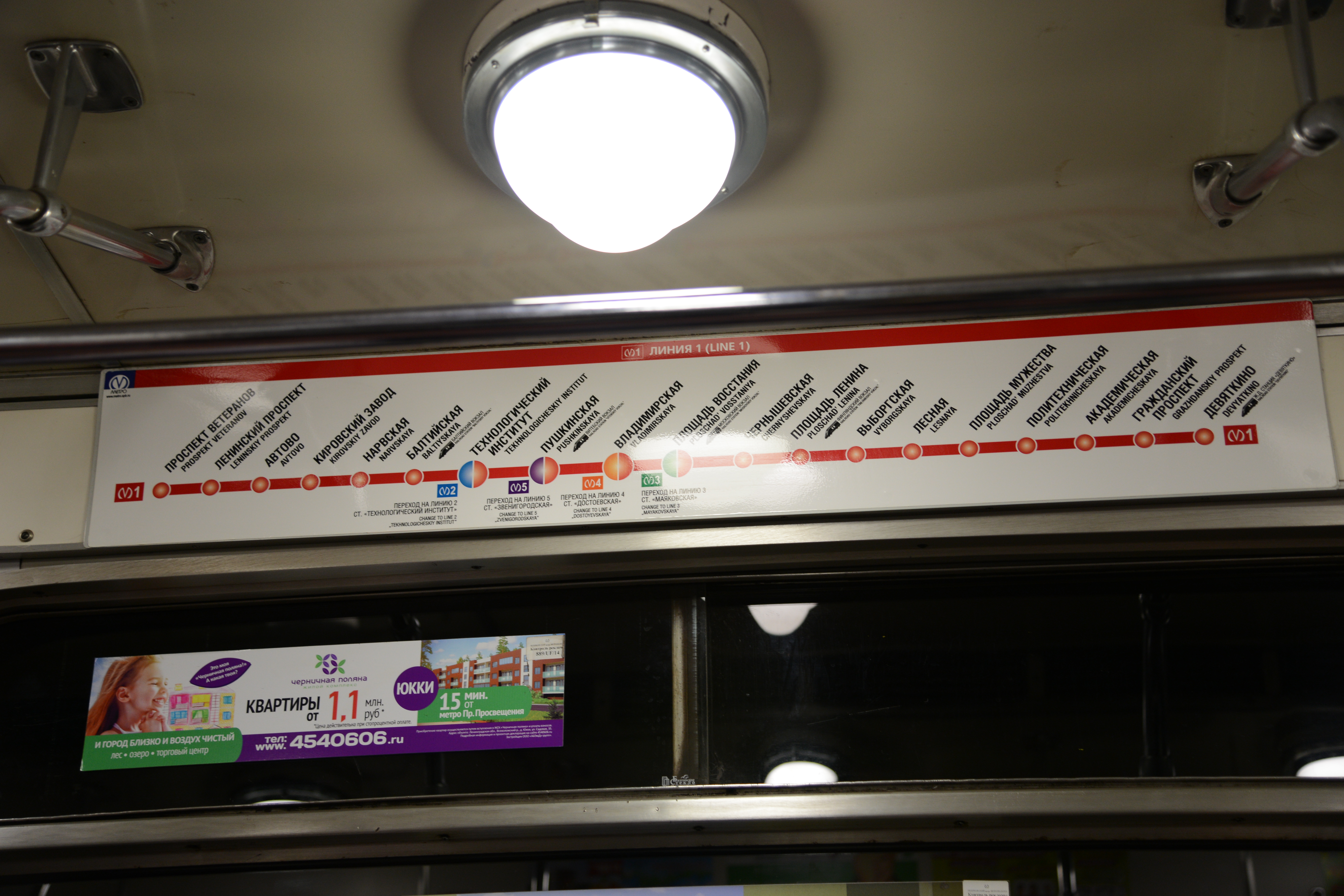
車内に設置された路線図

## Em501形、Ema502形、Emkh503形（Ем501、Ема502、Емх503）
Em形の設計を基にI.E.エゴロフ工場で改良が行われた独自の形式。1969年に試作車1両が製造された後、Em形に代わり1971年から1980年にかけて量産が行われた。自動運転用の機器や無線の操作がしやすいよう運転台に改良が加えられている他、量産車は車体の強度を増すため窓回りのビードの数がそれまでの2本から3本に増加している。
当初は自動運転用の機器を搭載した先頭車のEma502形（81-502形）、自動運転の切り替えスイッチのみが設置された先頭車のEmkh503形（81-503形）、中間車のEm501形（81-501形）が製造されたが、1973年以降に製造された先頭車はEma502形に統一された。また1974年に以降製造された車両には自動運転システムや自動速度制御システム（АРС）を含む総合自動列車制御システムの"KSAUP"（КСАУП）が搭載された。他にも台車中央部の枕バネの強化や軸箱の形状変更など幾つかの改良が実施されている。
製造後はレニングラード地下鉄に導入されたが、一部車両は1979年にキエフ地下鉄への譲渡が行われている。

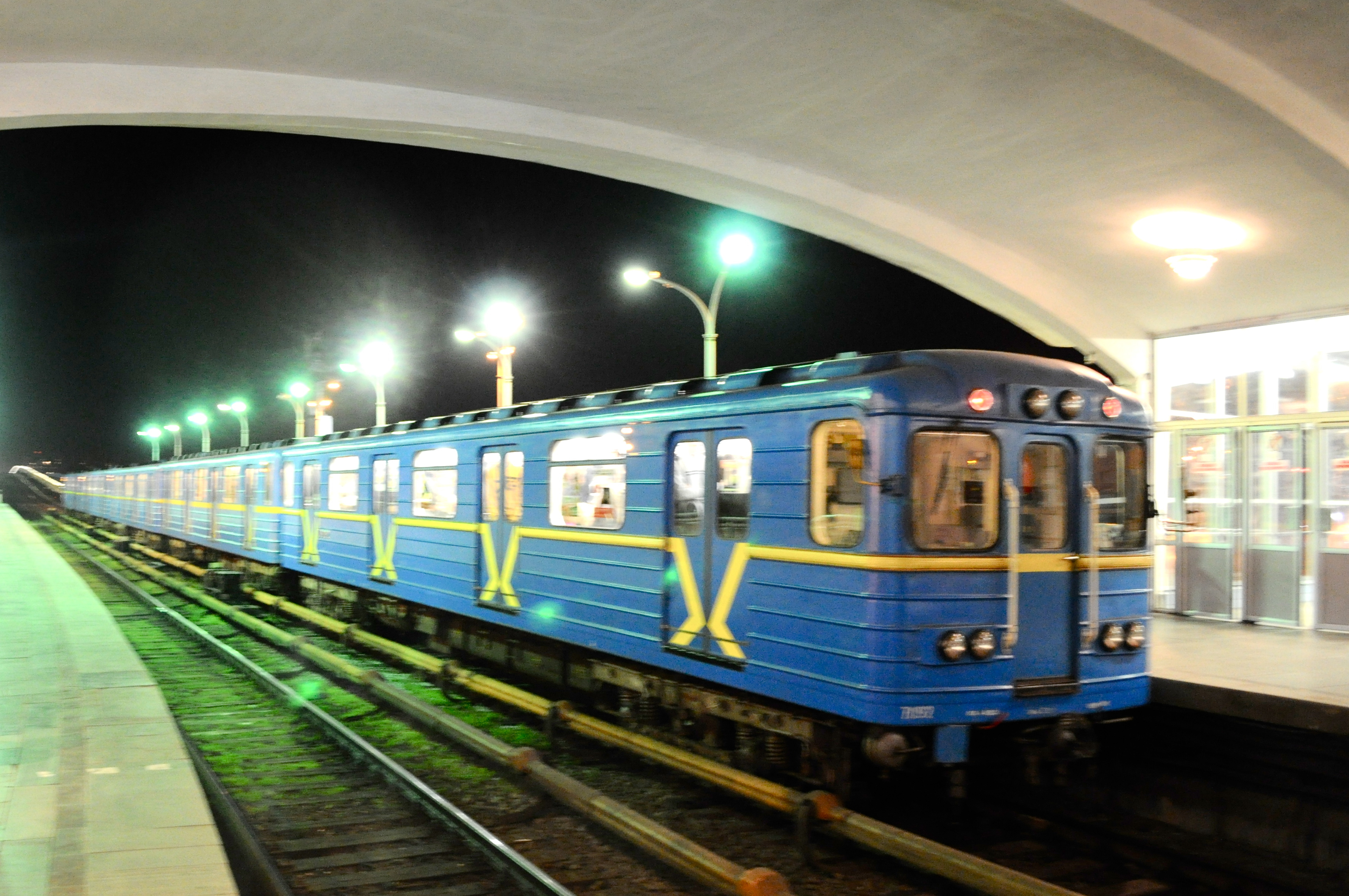
キーウ地下鉄で運用に就く編成
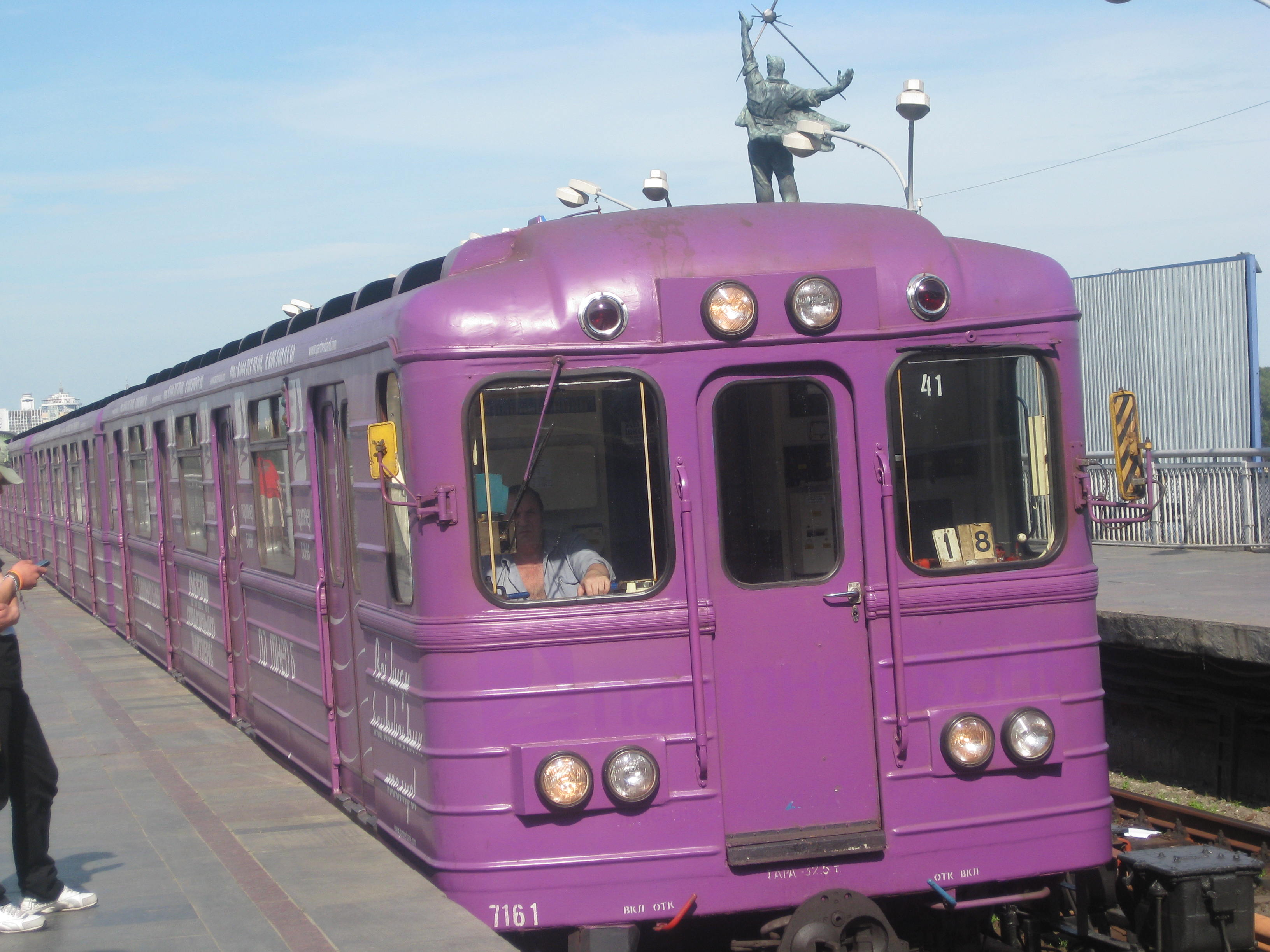
塗装が変更された車両も存在する（キーウ地下鉄）

## Em508形、Em509形（Ем508、Ем509）
1970年から1973年にかけてモスクワ地下鉄向けに製造が行われた形式。車体はEm501形、Ema502形、Emkh503形と同型であった一方、電気機器や空気圧縮機などの主要機器はムィティシ機械製造工場が製造していたEzh形と同一のものが使用された。編成は先頭車のEm509形（81-509形）、中間車のEm508形（81-508形）で構成され、Em509形には自動運転システムに対応した機器や無線装置が備わっていた。
フィリョーフスカヤ線を始めとするモスクワ地下鉄各線で運用に就いたが2010年までに営業運転から退き、保存車両（Em508形3941）を除き全車廃車された。また1983年以降はEzh形と共に一部車両がバクー地下鉄へ譲渡されたもののこちらも全車廃車となっている。
なお、Em508形の同型車として1974年から1979年にかけてEm508T形（Ем508Т）の製造が実施されている。

## 改造

### Em501M形、Ema502M形（Ем501М、Ема502М）
延命を目的にEm501形・Ema502形へ更新工事を施した形式。中間車のEm501形に設置されていた運転台が撤去され立席スペースが追加された他、座席や通気口など内装も当時製造されていた新型車両に併せたものに改造され防火対策も強化された。また前照灯・尾灯や乗降扉の開閉装置の変更など各部の更新が実施された。
2001年から2003年までに30両が改造されサンクトペテルブルク地下鉄5号線に導入されたが、新型車両導入に伴い2015年以降は1号線に転属した。その際、1号線で用いられる自動運転システム"KSAUP-M"（КСАУП-М）に対応した設備を搭載するのが困難であった事からEm502M形についても中間車として運用される事となった。だが以降も新型車両導入による置き換えが進んだ結果、Em501形1両（3931）を除き2017年までに全車両とも廃車となった。

### E-KM形（Е-КМ）

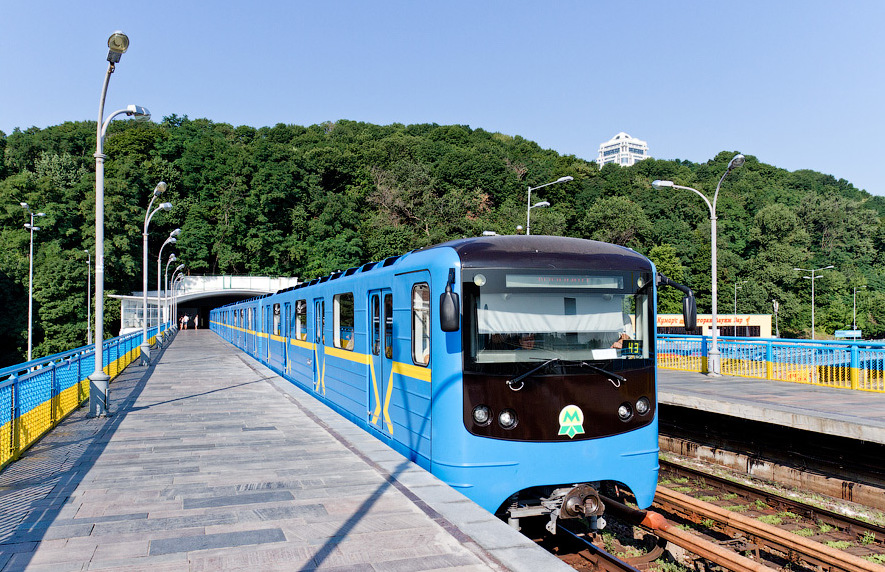
E-KM形

ウクライナの首都・キーウを走るキーウ地下鉄では、製造から数十年が経過しても良好な状態を維持する旧型車両の車体を活かし、新規に製造した前面や機器を搭載した車体更新車のE-KM形を2013年から導入している。その中でも先頭車にあたるE-KM-Gb形（81-7080形）の一部はEma502形から改造された車両であり、誘導電動機やVVVFインバータ制御装置（IGBT素子）を用いることで消費電力の大幅な削減が図られている。

### その他

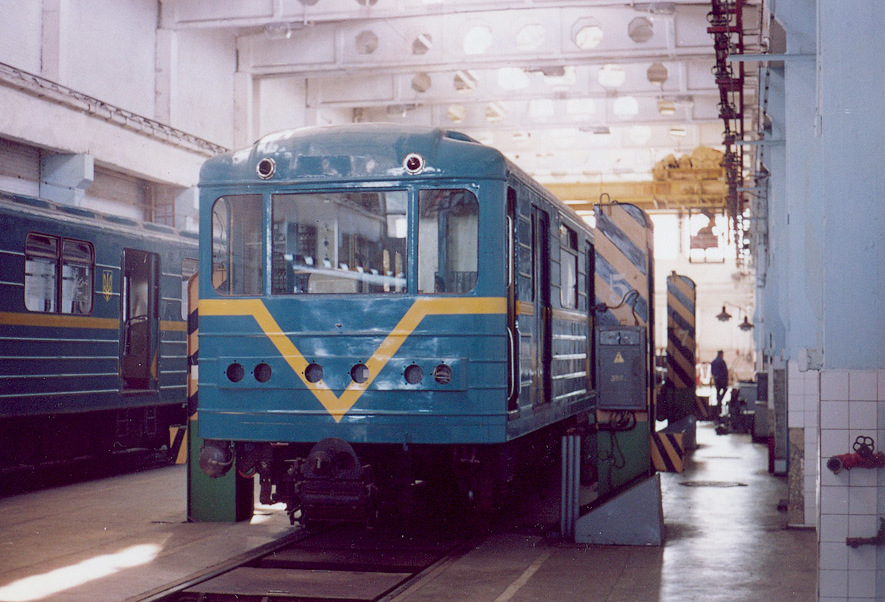
前面形状が変更されたEm502形（キーウ地下鉄）

## 参考資料
- Абрамов Е.Р (2015). Электроподвижной состав отечественных железных дорог. Москва́

Template:メトロワゴンマッシュ製の鉄道車両